# Землетрус у Мехіко (1985)
Землетрус у Мехіко 1985 року стався рано вранці 19 вересня о 07:17:50 (CST) з магнітудою 8,0 і максимальною інтенсивністю Меркаллі IX (сильний). Подія завдала серйозної шкоди району Мехіко та забрала життя щонайменше 5000 людей. Послідовність подій включала передній поштовх магнітудою 5,2, який стався в травні напередодні, головний поштовх 19 вересня та два великих афтершоку. Перший з них стався 20 вересня з магнітудою 7,5, а другий стався через сім місяців, 30 квітня 1986 року з магнітудою 7,0. Вони розташовувалися біля узбережжя вздовж Центральноамериканського жолоба, понад 350 кілометрів довжиною, але місто зазнало значної шкоди через свою велику величину та стародавнє дно озера, на якому розташоване Мехіко. Ця подія завдала збитків від трьох до п’яти мільярдів доларів США, оскільки впало 412 будівель, а ще 3124 були серйозно пошкоджені в місті.
Тодішнього президента Мігеля де ла Мадрида та правлячу Інституційно-революційну партію (PRI) широко критикували за те, що було сприйнято як неефективну відповідь на надзвичайну ситуацію, включаючи початкову відмову від іноземної допомоги.

## Передмова

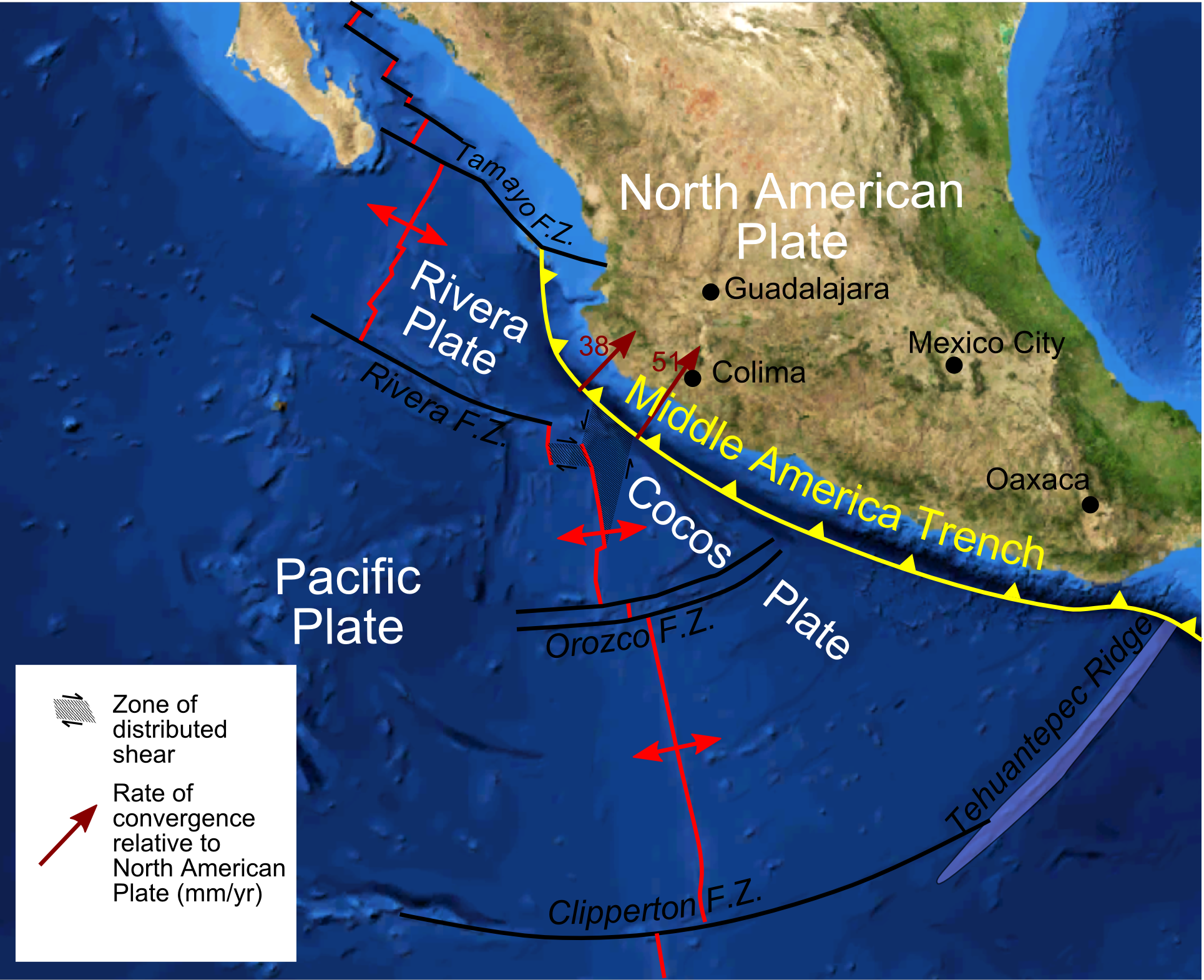
Карта, що показує регіональні тектонічні плити та Центральноамериканську западину.

Велика частина вулканічної та сейсмічної активності Мексики пов’язана з рухом Північноамериканської плити проти Кокосової та Тихоокеанської плит, і це одна з найактивніших жолобів у світі.
Незважаючи на те, що Мехіко не знаходиться на розломах, як у Сан-Франциско чи Лос-Анджелесі, або поблизу них, він також вразливий до землетрусів. Основною причиною цього є геологія поверхні території, особливо центральної частини міста. Місто спочатку було побудоване на острові посеред озера Тескоко, і ацтекські правителі побудували дамби, щоб запобігти повеням, тоді як іспанські колоніальні правителі пізніше осушили озера в масштабному гідротехнічному проекті (відомому як Desagüe ) у відповідь на великі періодичні затоплення. Приповерхнева геологія цього району класифікується на три секції: старе дно озера, яке складається з м’якої глини з вулканічного попелу з високим вмістом води, передгір’я, велика частина якого вкрита лавою від 5 до 30 метрів менш ніж 2500 років. старий і старий район дельти річки.

## Землетрус

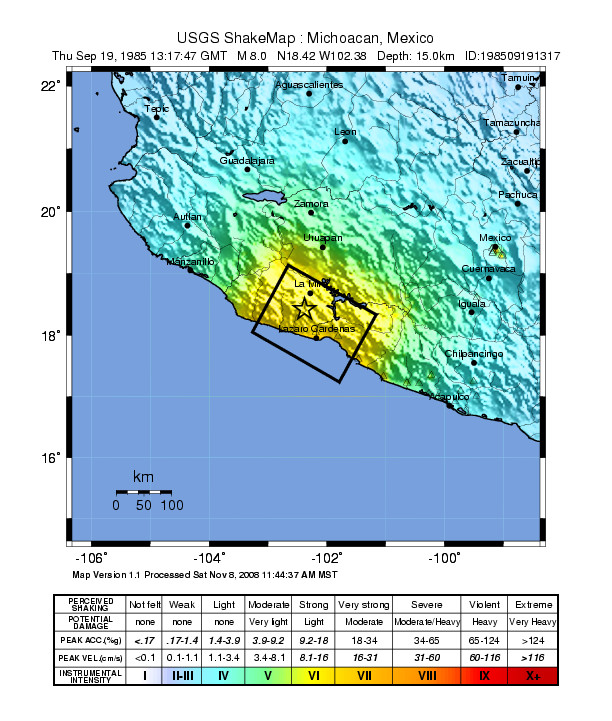
Карта землетрусу

Землетрус стався в Тихому океані, біля узбережжя мексиканського штату Мічоакан, на відстані понад 350 кілометрів від міста, в зоні субдукції Кокосової плити, зокрема в ділянці лінії розлому, відомої як сейсмічний розрив Мічоакан. Кокосова плита штовхається і ковзає під Північноамериканську плиту, в основному вздовж узбережжя штатів Мічоакан і Герреро в Мексиці. Летючі жолоби вздовж Кокосової плити зазвичай мали сейсмічні події за 30-70 років до 1985 року. Ця зона субдукції за межами щілини Мічоакан була джерелом 42 землетрусів магнітудою 7,8 або більше в 20 столітті до події 1985 року. Однак ця конкретна ділянка зони субдукції не мала подій набагато довше.
Ударні хвилі від землетрусу вдарили по гирлу Бальсас на узбережжі о 7:17 ранку, а через дві хвилини о 7:19 ранку вразили Мехіко, що за 350 км., від нього. Землетрус 19 вересня був множинним подією з двома епіцентрами, а другий рух стався через 26 секунд після першого. Через численні розриви лінії розлому подія мала тривалий характер. У деяких місцях уздовж узбережжя землетрясіння тривало більше п’яти хвилин, а деякі частини Мехіко тремтіли протягом трьох хвилин із середнім часом коливання 3–4 хвилини. За оцінками, рух уздовж розлому становив близько 3 метрів (9,8 футів). Основний підземний поштовх передвіщав землетрус магнітудою 5,2 28 травня 1985 року, за яким послідували два значні афтершоки: один 20 вересня 1985 року магнітудою 7,5, який тривав тринадцять секунд, і третій, який стався через сім місяців, 30 квітня 1986 року, з магнітудою 7,0, який тривав десять секунд. Проте принаймні дванадцять інших незначних афтершоків були пов'язані з сейсмічним подією.

## Пошкодження

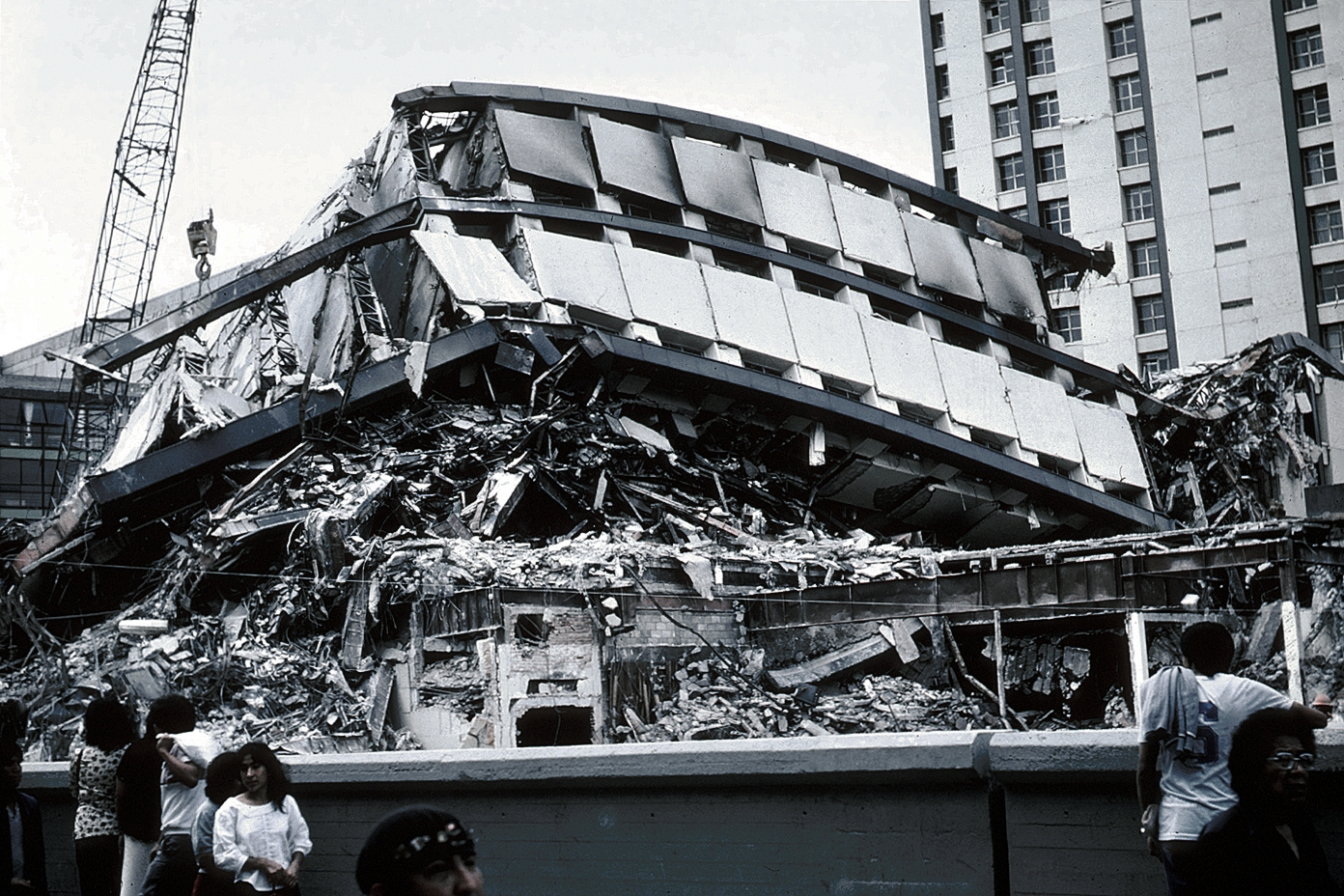
Житловий комплекс Pino Suárez, після землетрусу.

Найбільше пошкоджень від землетрусу було завдано будівлям. Двома причинами є резонанс у відкладеннях дна озера та велика тривалість струсу. Найбільше постраждали будинки висотою від 6 до 15 поверхів. Ці будівлі найбільше резонували з енергетичним діапазоном частот руху дна озера. Одна цікава характеристика полягала в тому, що верхні поверхи багатьох будівель завалилися, а нижні поверхи залишилися відносно неушкодженими. У багатьох пошкоджених будівлях обвалився лише один поверх. У деяких випадках пошкодження було спричинено тим, що верх нижньої сусідньої будівлі вдарився об стіни та опорні колони сусідньої будівлі. Згодом колони поступилися. В інших випадках перші кілька поверхів будинків проектувалися як гаражі, відкриті вестибюлі або великі торгові площі. Ці «м’які» історії були особливо гнучкими і мали тенденцію руйнуватися після тривалого струсу. Деякі типи фундаментів, особливо ті, що включають палі, вбиті в глину і утримувані тертям, виявилися слабкими. Одна дев'ятиповерхівка, наприклад, перекинулася. Його палі були повністю вирвані з-під землі.

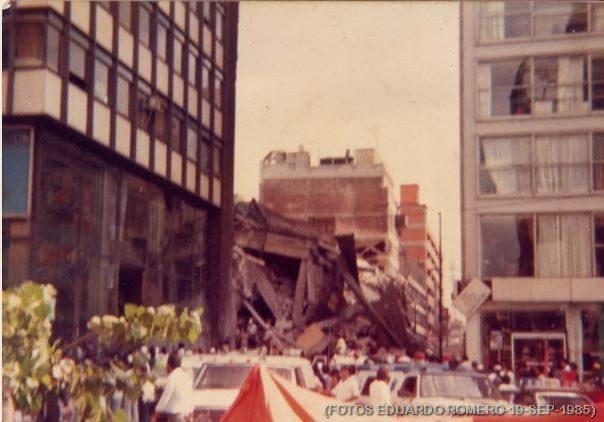
Наслідки землетрусу

На момент землетрусу в Мехіко діяли одні з найсуворіших будівельних норм,  на основі досвіду землетрусів 1957 і 1979 років. Однак коди не були розроблені для сейсмічної активності такої інтенсивності, як у 1985 році. Ця подія була однією з найінтенсивніших, коли-небудь зареєстрованих, і макросейсмічні хвилі досягли долини Мехіко з надзвичайно високим вмістом енергії. До цієї події оцінки руху грунту на дні озера були загальновизнаними, і на основі цих оцінок було побудовано ряд будівель.

### Локалізація пошкодження
Мехіко поділяється на райони . Вісімдесят відсотків збитків від землетрусу обмежилися чотирма з них: Венустіано Карранса, Куаутемок, Беніто Хуарес і Густаво А. Мадеро. Площа ураження відповідає західній частині озерної зони в межах 2-4 кілометрів Центральної Аламеди. Майже всі будівлі, які зруйнувалися, були розташовані в цій озерній зоні, яка простягалася від Тлателолко на півночі до Віадукто Мігеля Алемана на півдні, парку Чапультепек на заході та на невеликій відстані на схід від Сокало або головної площі.

### Пошкодження будівель у місті
Куаутемок, який включає історичний центр міста, зазнав найбільшої шкоди. У цьому конкретному районі 258 будівель повністю зруйновано, 143 частково зруйновано і 181 було серйозно пошкоджено. Наступним серйозно постраждалим районом став Венустіано Карранса, де зруйновано 83 будівлі, 128 частково зруйновано та 2000 будівель були серйозно пошкоджені. Пошкодження було локалізовано в центральних частинах міста, залишивши неушкодженою більшу частину зовнішніх житлових будинків, але пошкодження в постраждалій зоні були значними. Протягом перших шести тижнів після події було вивезено понад 720 000 тонн сміття. Столична комісія з надзвичайних ситуацій Федерального округу повідомила про 2831 пошкоджену будівлю в усьому місті: 31% або 880 були повністю зруйновані, 13% були придатні для проживання після капітального ремонту, а решта, загалом 1581, підлягали відновленню за допомогою незначного ремонту. Це означає, що понад 30 000 одиниць житла повністю зруйновано та ще 68 000 одиниць пошкоджено.

#### Швейна фабрика

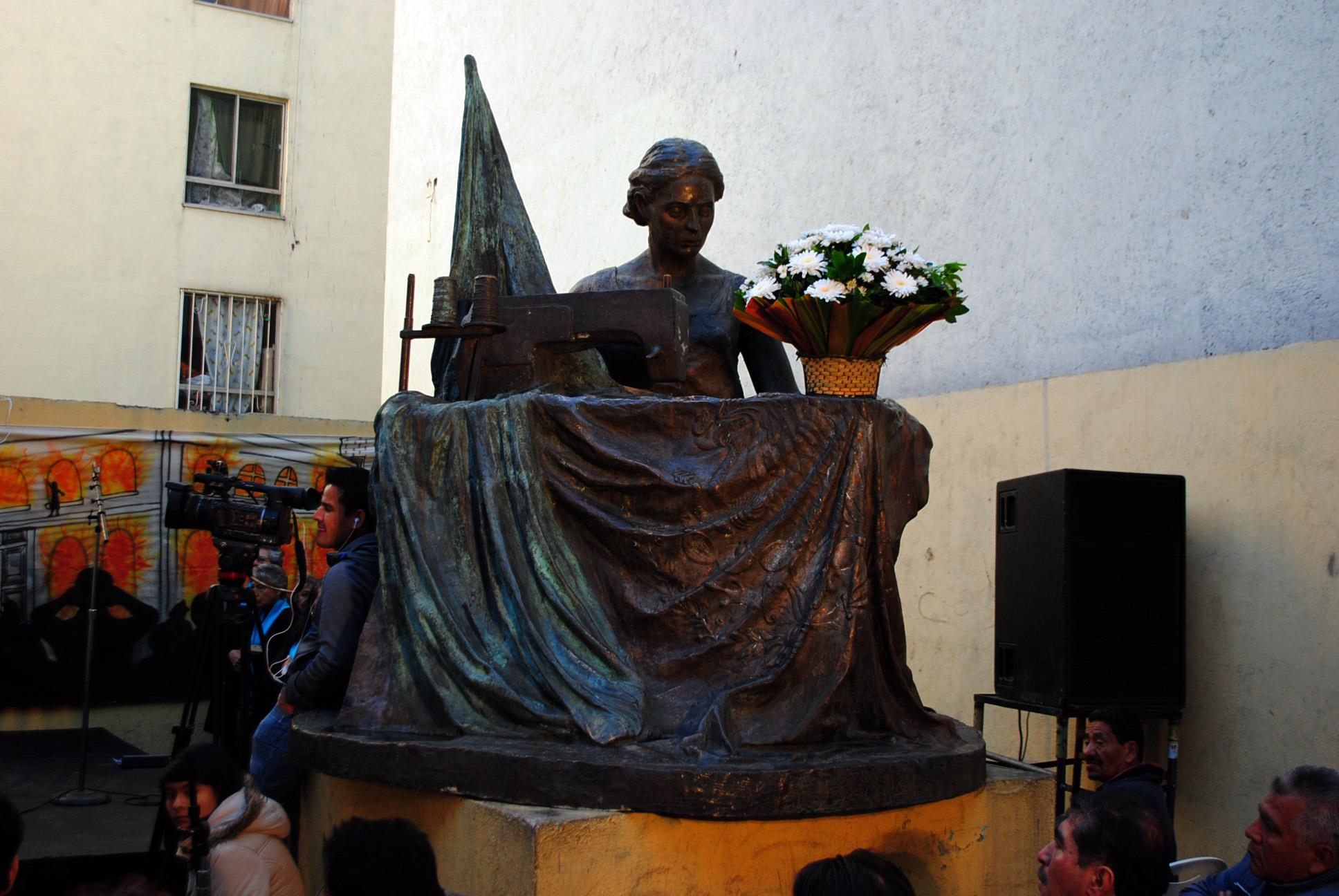
Бронзова статуя швачки на розі Manuel J Othón і San Antonio Abad на місці зруйнованої фабрики

На вулиці Мануеля Хосе Отона, в районі Колонія Обрера, біля станції метро San Antonio Abad, була одна з багатьох швейних фабрик, розташованих у центрі міста. Вона була зруйнована разом із приблизно 1200 іншими майстернями.
Під назвою «Топіка» це була одна з трьох будівель, які обвалилися на цьому кварталі. Журнал Proceso повідомив, що до того моменту, як рятувальники дісталися до будівлі, власники вже поспішали знести її, не намагаючись врятувати або підняти працівників, які опинилися всередині. Близько 150 тіл робітників уже витягли з-під уламків колеги голіруч.

#### Conalep СПП

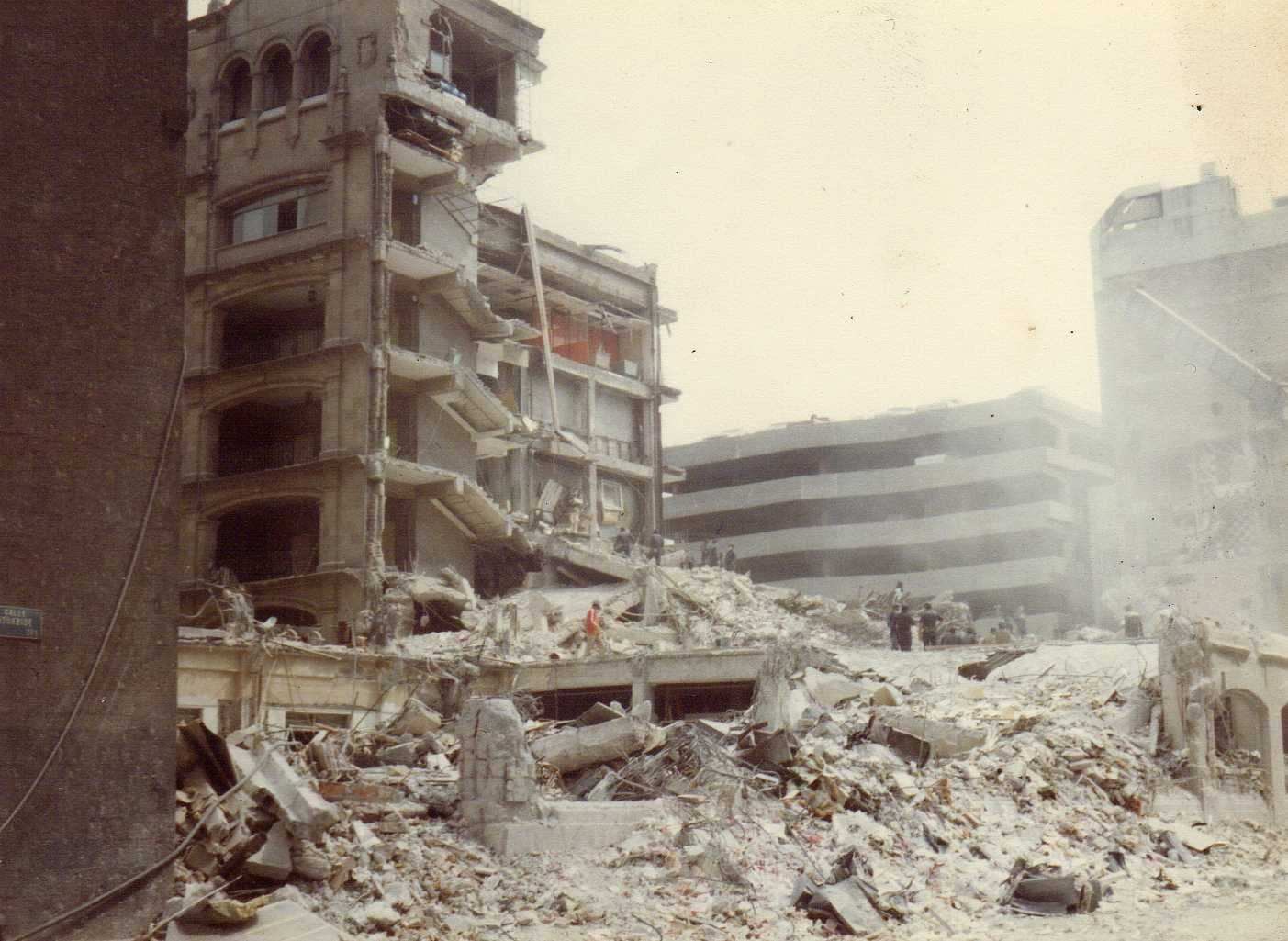
Завалена будівля Conalep

Conalep SPP — будівля, розташована між вулицями Ітурбіде та Гумбольдта в історичному центрі Мехіко, яка була зруйнована землетрусом магнітудою 8,1 19 вересня 1985 року.
У цій школі заняття зазвичай починалися о сьомій ранку, тому учні вже були на уроках. За деякими даними, у цій будівлі загинуло близько 120 людей, а деякі зникли безвісти. Буквально ця будівля була розділена на дві частини: частина, яка виходила на вулицю Гумбольдта, стояла, а частина, яка виходила на вулицю Ітурбід, впала, впавши з поверху на поверх і потягнувши будівлю до цієї вулиці.

#### Центральний центр зв'язку
На центральному проспекті Едже та проспекті Шола, на південному кінці зони дна озера, знаходився (і є) Secretaría de Comunicaciones y Transportes (Міністерство зв’язку та транспорту), залізобетонна споруда з мікрохвильовою вежею. Ця структура вийшла з ладу, спричинивши майже повний крах міжміського зв’язку між Мехіко та рештою світу.

#### Житлові комплекси в Тлателолко
У районі міста під назвою Тлателолко на північ від історичного центру, який став головним місцем катастрофи, було два житлові комплекси, Conjunto Urbano Nonoalco Tlatelolco та «Multifamiliares Juárez» поблизу станції метро Centro Médico. Разом ці житлові комплекси становили великий відсоток із 30 000 втрачених одиниць, причому місто втратило близько 30% своєї житлової площі.

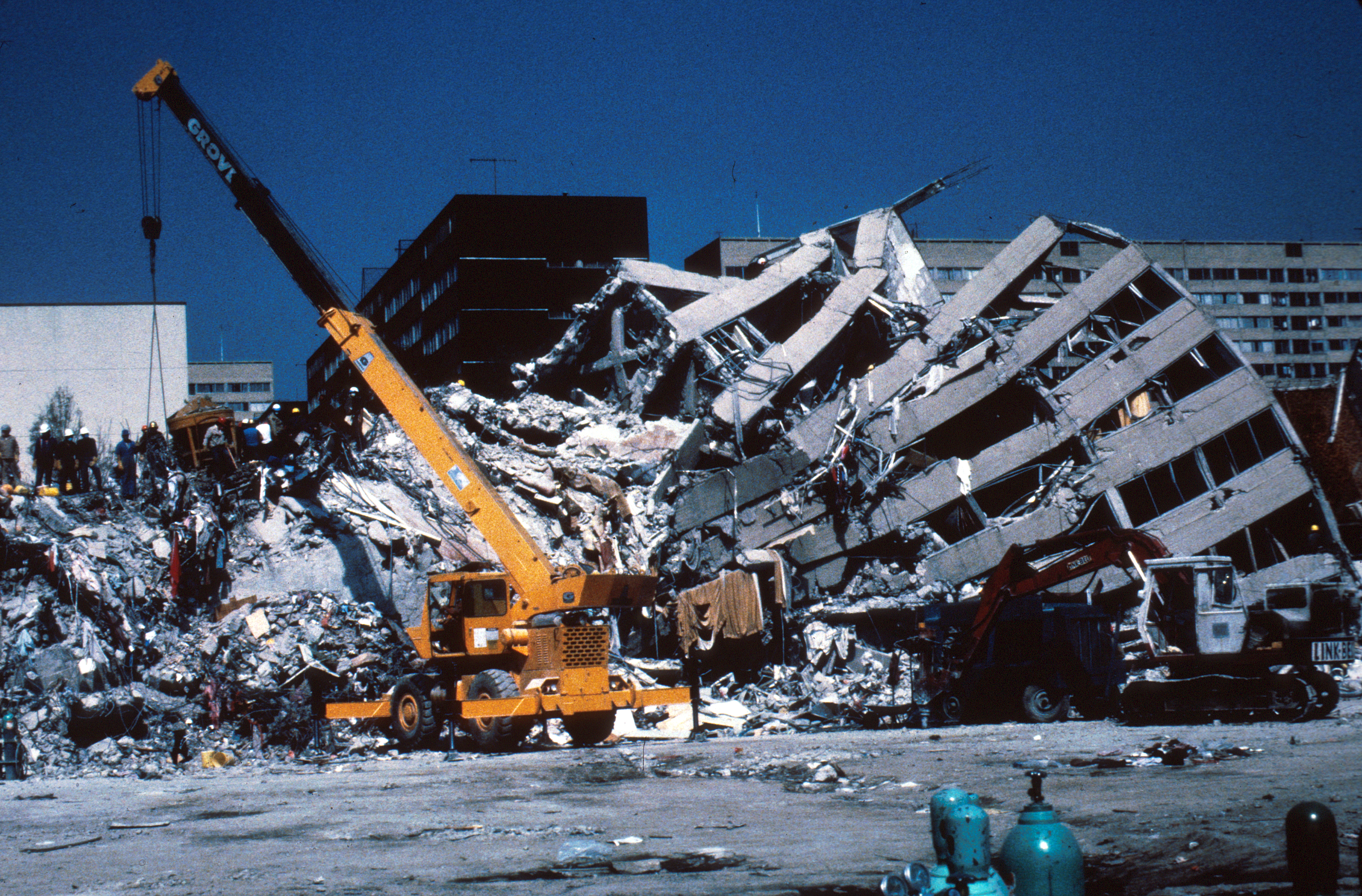
Житловий будинок Нуево-Леон; частина конструкції була лише незначно пошкоджена, а інша частина обвалилася.

### Метро Мехіко
У день землетрусу метро припинило роботу та повністю закрило через страх ураження електричним струмом. Це змусило людей вийти з тунелів, де б вони не були, і вийти на вулицю, щоб спробувати дістатися, куди вони йшли. На той час у метро було 101 станція, 32 з яких були закриті для відвідування через кілька тижнів після події. На лінії 1 не було обслуговування на станціях Merced, Pino Suárez, Isabel la Católica, Salto del Agua, Balderas або Cuauhtémoc. На лінії 2 не було сполучення між станціями Bellas Artes і Taxqueña. На лінії 3 були закриті лише Juárez і Balderas. Лінія 4 продовжувала працювати у звичайному режимі. Усі закриті станції були в районі історичного центру, за винятком станцій лінії 2 на південь від Піно-Суареса. Ці станції були розташовані над землею. Причина, по якій ці станції були закриті, полягала не в пошкодженні самого метро, а скоріше через рятувальні роботи на поверхні та розчищення сміття.

## Список загиблих

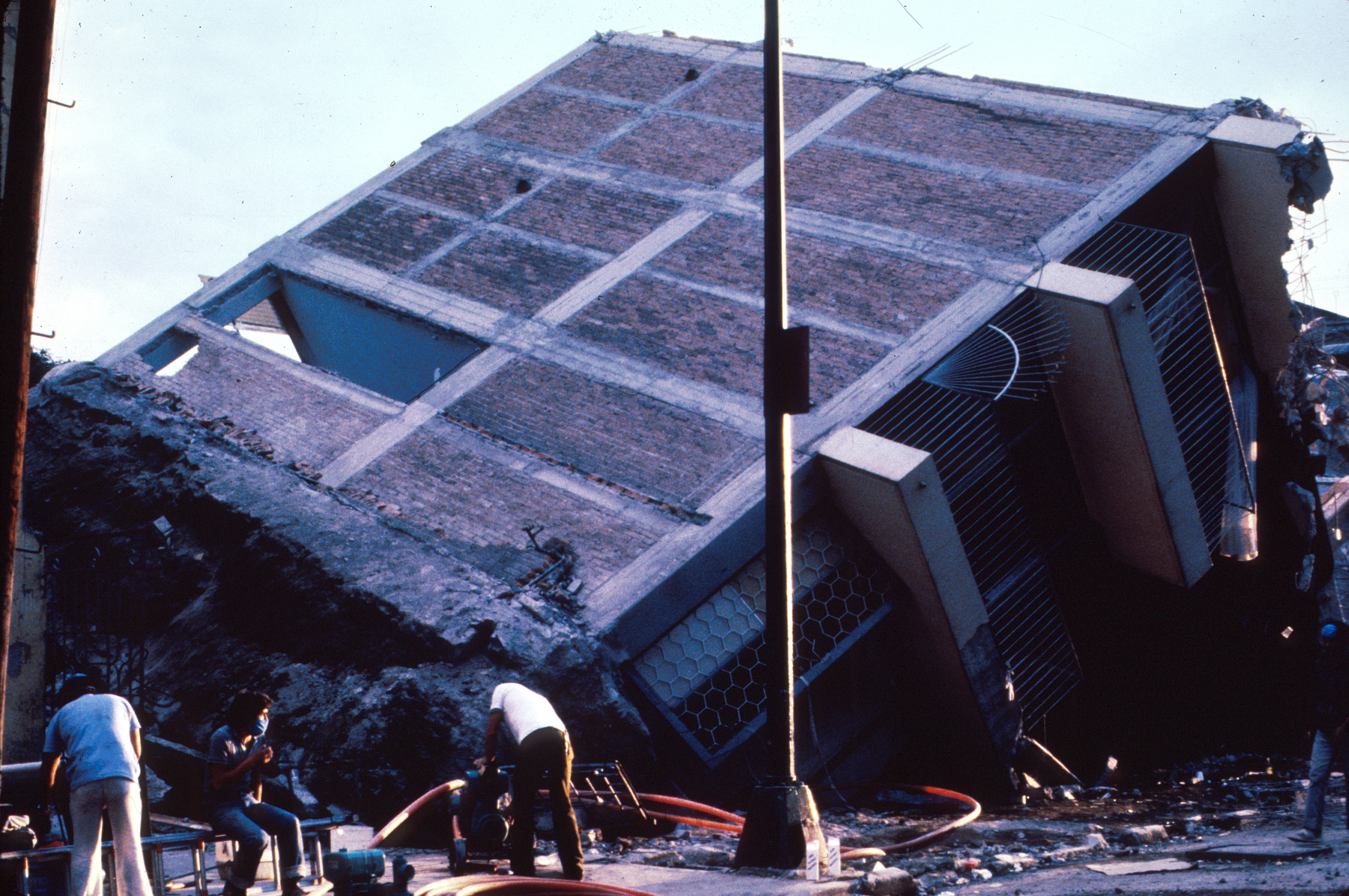
Восьмиповерхова каркасна споруда з цегляним заповненням стін, розбитих на дві частини. Відійшов і фундамент.

До цього дня кількість загиблих є предметом суперечок. Близько 5000 тіл були витягнуті з-під уламків і представляють загальну кількість юридично підтверджених смертей, але не включають тих, хто пропав безвісти і так і не був знайдений. У звітах кількість загиблих коливається від 5 000 до 30 000 (за заявами ряду груп громадян) до 45 000 за заявами Національної сейсмологічної служби. Однак найчастіше згадуються цифри близько 10 000. Незважаючи на високу абсолютну цифру, її можна порівняти з іншими землетрусами подібної сили в Азії та інших частинах Латинської Америки, де кількість загиблих становить від 66 000 до 242 000 під час землетрусів магнітудою 7,8 або вище. Частково це пояснюється годиною, коли стався землетрус, приблизно о 7:20 ранку, коли люди не спали, але не в багатьох школах і офісних будівлях, які були серйозно пошкоджені.

## Відповідь
Протягом годин і днів відразу після першого поштовху відбувся величезний відгук і солідарність серед 18-мільйонного населення міста. Звичайні громадяни організували бригади для допомоги в рятувальних операціях і надання їжі, одягу та емоційної підтримки бездомним.
Пацієнтів довелося переселяти з пошкоджених лікарень, особливо НМЦ. Багато з цих пацієнтів були дуже хворі. Лише за чотири години звідси успішно перевезли 1900 пацієнтів без жодної смерті.

### Уряд

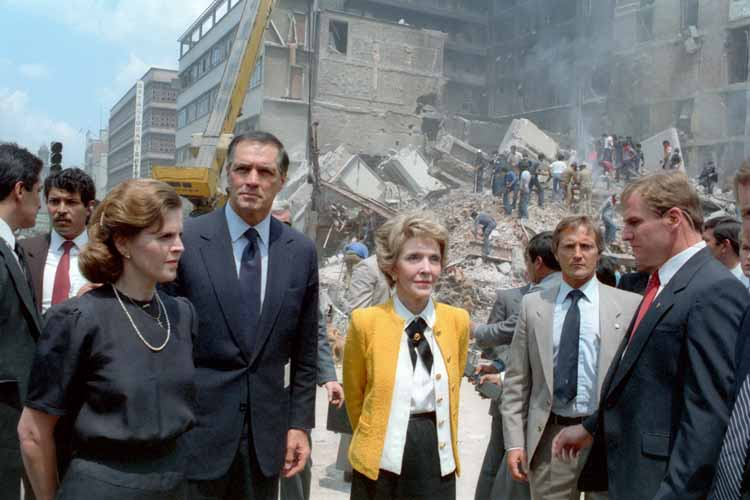
Перші леді Палома Кордеро з Мексики (ліворуч) і Ненсі Рейган зі Сполучених Штатів (праворуч) з послом США в Мексиці Джоном Гевіном спостерігають за збитками, завданими землетрусом.

Військові були направлені для патрулювання вулиць, щоб запобігти мародерству після введення комендантської години, а також для рятувальних, санітарних заходів тощо. Спочатку було направлено 1836 солдатів, а пізніше – ще 1500 призовників. Першою публічною реакцією федерального уряду було оголошення президентом де ла Мадридом періоду трауру на три дні, починаючи з 20 вересня 1985 року.

## Спадщина

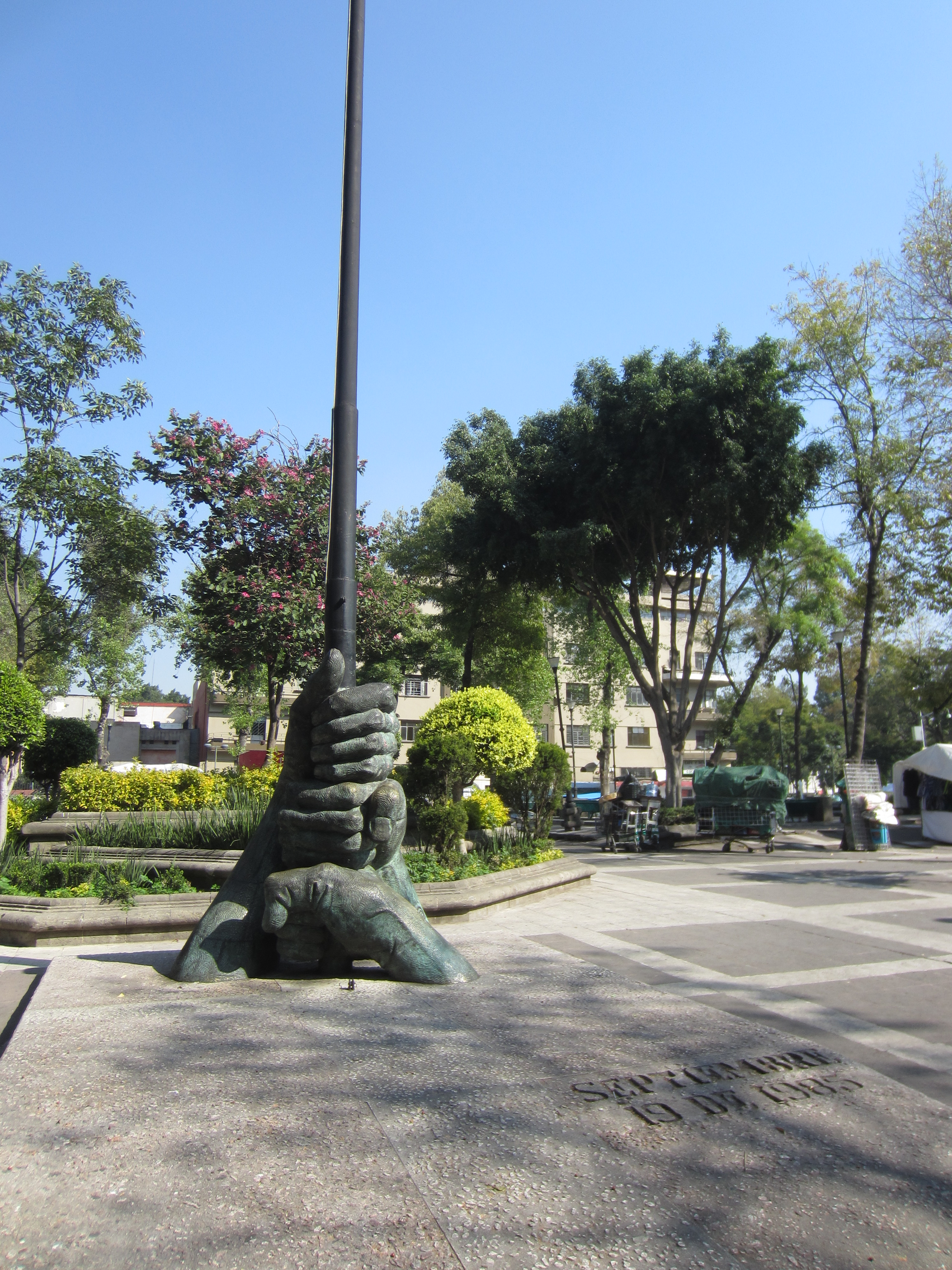
На Plaza de la Solidaridad, що примикає до Alameda Central, споруджено пам'ятник на честь жертв і рятувальників землетрусу.

Однією з підготовок, які були зроблені для будь-яких майбутніх подій, була система оповіщення Sistema de Alerta Sísmica (SAS), яка надсилає повідомлення раннього попередження в електронному вигляді з датчиків уздовж прибережної зони субдукції в Герреро. Його розширили до аналогічної території на узбережжі Оахаки. Передбачається, що в Мехіко спрацьовує сигнал тривоги (схожий на сирену повітряної тривоги), коли виявляється землетрус силою 6,0 або вище.

## Див.також
- Землетрус у Мексиці 2017 - землетрус поблизу Мехіко, який стався рівно через 32 роки

## Подальше читання
- Boraiko, Allen A. (May 1986). Earthquake in Mexico. National Geographic. Т. 169, № 5. с. 654—675. ISSN 0027-9358. OCLC 643483454.